# Brzękowice Dolne
Brzękowice Dolne – wieś w Polsce położona w województwie śląskim, w powiecie będzińskim, w gminie Psary.
Dawne Brzękowice to dzisiejsze Brzękowice Górne które z Gołąszą Górną współtworzą sołectwo Gołąsza. Jeszcze w XIX wieku obszar dzisiejszych Brzękowic Dolnych i Brzękowic-Wału, które z dawną Gołąszą (dziś Gołąsza Dolna) współtworzą sołectwo Brzękowice, były słabo zabudowane.
Do 31 grudnia 2016 była to część wsi Brzękowice-Wał.